# あし原町
あし原町（あしはらちょう）は、愛知県名古屋市西区にある地名。丁番を持たない単独町名である。住居表示未実施。

## 地理
名古屋市西区北西部に位置する。南東は清須市阿原、南西はこも原町、北東は中小田井に接する。

## 歴史

### 地名の由来
当地はかつて湿地帯であったことからついた字葭生（よしはえ）の名に由来する。

### 沿革
- 1970年（昭和45年） - 西区山田町中小田井の一部より西区あし原町として成立[1]。
- 1980年（昭和55年） - 一部が西区中小田井1～5丁目に編入される[1]。

## 世帯数と人口
2019年（平成31年）2月1日現在の世帯数と人口は以下の通りである。
| 町丁     | 世帯数  | 人口  |
| -------- | ------- | ----- |
| あし原町 | 221世帯 | 457人 |

### 人口の変遷
国勢調査による人口の推移
| 2000年（平成12年） | 408人 | [ WEB 6 ] |  |
| 2005年（平成17年） | 441人 | [ WEB 7 ] |  |
| 2010年（平成22年） | 450人 | [ WEB 8 ] |  |
| 2015年（平成27年） | 462人 | [ WEB 9 ] |  |

## 学区
市立小・中学校に通う場合、学校等は以下の通りとなる。また、公立高等学校に通う場合の学区は以下の通りとなる。
| 番・番地等 | 小学校                   | 中学校               | 高等学校 |
| ---------- | ------------------------ | -------------------- | -------- |
| 全域       | 名古屋市立中小田井小学校 | 名古屋市立山田中学校 | 尾張学区 |

## 交通

### 道路
- 国道22号（名古屋高速6号清須線）

## 施設
- 名鉄交通西部営業基地北緯35度12分45.4秒 東経136度51分59.4秒 / 北緯35.212611度 東経136.866500度
- あし原公園

園内には東海豪雨の被災者らが建てた「東海豪雨雨水害之碑」がある。

## その他

### 日本郵便
- 郵便番号 : 452-0823[WEB 3]（集配局：名古屋西郵便局[WEB 12]）。

### WEB
1. ↑  “愛知県名古屋市西区の町丁・字一覧”.   人口統計ラボ. 2017年10月7日閲覧。
2. 1 2  “町・丁目(大字)別、年齢(10歳階級)別公簿人口(全市・区別)”.   名古屋市 (2019年2月20日). 2019年3月10日閲覧。
3. 1 2  “郵便番号”.  日本郵便. 2019年3月10日閲覧。
4. ↑  “市外局番の一覧”.   総務省. 2019年1月6日閲覧。
5. ↑  名古屋市役所市民経済局地域振興部住民課町名表示係 (2015年10月21日). “西区の町名一覧”.   名古屋市. 2017年10月7日閲覧。
6. ↑  名古屋市役所総務局企画部統計課統計係 (2005年7月1日). “（刊行物）名古屋の町(大字)・丁目別人口 (平成12年国勢調査) 西区” (xls). 2017年10月8日閲覧。
7. ↑  名古屋市役所総務局企画部統計課統計係 (2007年6月29日). “平成17年国勢調査　名古屋の町(大字)別・年齢別人口 西区” (xls). 2017年10月8日閲覧。
8. ↑  名古屋市役所総務局企画部統計課統計係 (2012年6月29日). “平成22年国勢調査　名古屋の町(大字)別・年齢別人口 西区” (xls). 2017年10月8日閲覧。
9. ↑  名古屋市役所総務局企画部統計課統計係 (2017年7月7日). “平成27年国勢調査　名古屋の町(大字)別・年齢別人口” (xls). 2017年10月8日閲覧。
10. ↑  “市立小・中学校の通学区域一覧”.   名古屋市 (2018年11月10日). 2019年1月14日閲覧。
11. ↑  “平成29年度以降の愛知県公立高等学校（全日制課程）入学者選抜における通学区域並びに群及びグループ分け案について”.   愛知県教育委員会 (2015年2月16日). 2019年1月14日閲覧。
12. ↑  郵便番号簿 平成29年度版 - 日本郵便. 2019年03月10日閲覧 (PDF)

### 新聞
1. ↑  “歴史に学ぶ(22) 東海豪雨 水害の戒め刻む”. 中日新聞朝刊 (中日新聞社):  p. 25. (2018年9月3日)

### 文献
1. 1 2 3 4  「角川日本地名大辞典」編纂委員会 1989, p. 96.